# Bennarella fusca
Bennarella fusca är en insektsart som beskrevs av Frederick Arthur Godfrey Muir 1930. Bennarella fusca ingår i släktet Bennarella och familjen kilstritar. Inga underarter finns listade i Catalogue of Life.